# 橋本美加子
橋本 美加子（はしもと みかこ、1970年〈昭和45年〉3月22日 - ）は、日本の歌手、女優。1980年代中期から1990年代中期にかけて活動し、橋本実加子（読み同じ）名義でも活動歴がある。当時の本名は杉本亜由美（すぎもと あゆみ）。大阪市東区（現・中央区）出身。堀越高等学校卒業。血液型はB型。

## 来歴
ワーナーパイオニア（現・ワーナーミュージック・ジャパン）主催のオーディション「ザ・スカウト83」で、中森明菜の「トワイライト -夕暮れ便り-」を歌い優勝し、芸能界入りする。事務所はサンミュージック、レコード会社はワーナーパイオニアという業界内大手同士の強力タッグにより、1985年3月22日、15歳の誕生日にシングル「メロウ・シーズン」でアイドル歌手デビューする。彫りの深い顔立ちで、愛称は「まつ毛ちゃん」。キャッチフレーズは「『まつ毛ちゃん』に逢ったらよろしくと。」と「君と逢いたい85」の2パターン。また、デビュー曲発表会を1985年3月21日に豊島園で行う。そのデビューの年は大々的にプッシュされ、新人賞レースでも賞を五つ獲得した他、多くのテレビ、CM出演など、鳴り物入りのデビューであった。同期デビューに、本田美奈子・森川美穂・中山美穂・南野陽子・森口博子・斉藤由貴・大西結花・芳本美代子・井森美幸・浅香唯・石野陽子・松本典子・おニャン子クラブなど、のちにトップアイドルになる華々しい顔ぶれと並んでのデビューだった。また、TBS系TVニュース番組「テレポートTBS6」では、彼女の特集が組まれプロモーション費用が2億円と公開された。なお、デビュー当時の親友は同期デビューの本田美奈子、石野陽子、岡本舞子だった。
2年目の1986年、この年に行われた日生劇場のミュージカル『サウンド・オブ・ミュージック』（1986年8月2日 - 8月25日）に出演、これを機に橋本実加子に改名、歌手中心の活動から、ミュージカル、テレビドラマ、映画など女優中心の活動になる。なお、本人はデビュー前から女優志望であった。グラビアの仕事も増え、写真集も複数発売された。
1994年、橋本美加子に芸名を戻す。海外女優デビューするため、ヘアヌード写真集を発売したが、これを最後にデビュー時から所属していたサンミュージックを退所した。
2007年6月20日、VIVID SOUNDより全発売音源ベストCD『コンプリート ブラッサム』が発売された。
2014年5月17日、新宿のOSCARにてクラブイベント《IDOL 80's VOL4》にゲスト出演し、約20年ぶりに公の場に姿を現す。デビュー当時からのファンが殺到し、音楽関係者、テレビ関係者をはじめ、橋本の大ファンだったお笑い芸人の坂本ちゃんも客として訪れた。
2022年11月16日放送の『あいつ今何してる?』スペシャル（テレビ朝日）にて、同期デビューだった森口博子の会いたい人として登場し、「バセドウ病や子宮系の病気などを経験した」ことを語ると共に、現在は日本鉄塔工業の社員として勤務していることを明かした。
2025年3月23日デビュー40周年記念ライブを東京六本木バードランドにて開催。昼、夜の２回公演。応募者殺到の為に抽選方式となり完売となった。夜の部ではアンコールにて同期の芳本美代子、網浜直子、いしのようこ、松本典子、森下恵理がステージにあがりデビュー曲「メロウ・シーズン」を一緒に大熱唱。大成功に終わった。
2025年4月13日デビュー40周年記念追加公演ライブを東京六本木バードランドにて開催。前回の本公演に引き続き応募者殺到の為に抽選方式となり完売となった。

## 備考
- きょうだいの末っ子[6]。父は機械関係の貿易会社の経営者であり、海外出張も多かったことから休日は家に居ることが少なく、本人は「寂しい週末を過ごしていたことが多かった」と話していたことがある[9]。
- サイズは身長160cm、B81cm、W59cm、H84cm（1985年当時）[3][10]。
- 中学生時代は水泳部、茶道部に居たことがある[11]。日本舞踊も習っていたことがある[11]。
- 低音から中音がよく通る太い声質で声量豊かな高い歌唱力だった。
- TUBEのボーカルの前田亘輝の大ファンであった。
- まつ毛が非常に長く、マッチ棒も数本載せることが出来る[5]。

## 音楽

### シングル
- 全てワーナーパイオニアからリリース。

| # | 発売日          | A/B面 | タイトル               | 作詞                 | 作曲                 | 編曲       | 規格品番 |
| - | --------------- | ----- | ---------------------- | -------------------- | -------------------- | ---------- | -------- |
| 1 | 1985年 3月22日  | A面   | メロウ・シーズン       | 三浦徳子             | 小田裕一郎           | 入江純     | L-1700   |
| 1 | 1985年 3月22日  | B面   | 夕暮れボン・ボヤージュ | 三浦徳子             | 小田裕一郎           | 馬飼野康二 | L-1700   |
| 2 | 1985年 6月12日  | A面   | 蒼いときめき           | SHOW                 | 誠志郎               | 入江純     | L-1710   |
| 2 | 1985年 6月12日  | B面   | エンジェル・サマー     | 佐藤ありす           | 多々納好夫           | 大村雅朗   | L-1710   |
| 3 | 1985年 9月25日  | A面   | 個人生活―プライバシー― | 阿木燿子             | 来生たかお           | 若草恵     | L-1718   |
| 3 | 1985年 9月25日  | B面   | 薔薇のロマンス         | 松井五郎             | 井上大輔             | 若草恵     | L-1718   |
| 4 | 1985年 12月10日 | A面   | ちょっと告白           | 冬杜花代子           | 長沢ヒロ             | 渡辺俊幸   | L-1723   |
| 4 | 1985年 12月10日 | B面   | 15のメランコリー       | 岸田采子             | 多々納好夫           | 椎名和夫   | L-1723   |
| 5 | 1986年 6月10日  | A面   | ハート秒読み           | あらい舞             | あらい舞             | 若草恵     | L-1742   |
| 5 | 1986年 6月10日  | B面   | 予感                   | 真珠木あつこ         | 安岡孝章             | 椎名和夫   | L-1742   |
| 6 | 1987年 11月28日 | A面   | TOUCH MY HEART         | 湯川れい子           | G.Rochel M.Martina   | 川上了     | L-1822   |
| 6 | 1987年 11月28日 | B面   | （英語ヴァージョン）   | G.Rochel / M.Martina | G.Rochel / M.Martina | 川上了     | L-1822   |
| 7 | 1988年 4月25日  | A面   | ツイン・ホリデー       | 石坂まさを           | PADUDU               | 川上了     | L-1838   |
| 7 | 1988年 4月25日  | B面   | （カラオケ）           | -                    | PADUDU               | 川上了     | L-1838   |

### タイアップ曲
| 年     | 楽曲             | タイアップ                                                    |
| ------ | ---------------- | ------------------------------------------------------------- |
| 1985年 | 蒼いときめき     | ライオン「Banミシェル」CMソング                               |
| 1985年 | ちょっと告白     | テレビ朝日系テレビアニメ「昭和アホ草紙あかぬけ一番!」EDテーマ |
| 1988年 | ツイン・ホリデー | 労働省・週休二日制キャンペーンソング                          |

## 出演

### テレビドラマ
- 新・花の聖カトレア学園 (1985年10月16日 - 1986年3月26日、テレビ東京)
- このこ誰の子? 第10話「名古屋の出来事」（1986年12月24日、大映テレビ・フジテレビ） - 高階友子 役
- アリエスの乙女たち（1987年、大映テレビ・フジテレビ）
- 火曜スーパーワイド「研ナオコのうそつき娘物語」（1988年12月13日、テレビ朝日）
- 水戸黄門 第19部 第14話「恩讐越えた一刀彫 -米沢-」（1989年12月25日、TBS・C.A.L） - 弥生 役
- 勝手にしやがれヘイ!ブラザー 第19話（1990年3月2日、日本テレビ）
- ネオドラマ『フーライ嬢 日向子』（1992年10月26日-29日、テレビ朝日）
- 大空港'92 第9話「偽造パスポートの女!? OL疑惑の完全犯罪」（1992年12月10日、テレビ朝日） - 茅沼潤子 役
- 法医学教室の事件ファイル『女医に届いた挑戦状!! レイプ・バラバラ殺人死体の謎』（1993年4月8日、テレビ朝日） - 児玉千鶴 役

### ミュージカル
- サウンド・オブ・ミュージック（1986年）
- サウンドオブミュージック（1991年）
- トラップ一家物語（1991年）
- ドラゴンクエスト（1992年）

### Vシネマ
- 女ギャンブラー・リベンジ香港

### ラジオ
- みかっこ☆倶楽部 （シンセン☆キラキラナイト火曜日、1985年10月 - 1988年3月）[1]
- ミュージックギャラリー（ラジオたんぱ）[1]

### CM
- KDD
- 日本コカ・コーラ 『メローイエロー』
- グリコ 『キティランド』
- ライオン 『Banミシェル』
- 『ワールドコーヒー』
- 『動物クッキー』

### その他
- THE スポーツ龍談（朝日放送）- 上岡龍太郎、山本和行と共にレギュラー出演[13]
- あいつ今何してる?（テレビ朝日）- 森口博子の会いたい同期アイドルとして

## 写真集
- あまんじゃく（1985年4月、旺文社） ISBN 4010099674
- フレッシュスコラ12（1989年7月、スコラ） ISBN 4882754126 撮影：小沢忠恭
- CASCADA（1989年12月、近代映画社） ISBN 476481630X 撮影：橋本雅司
- Magical（1994年12月、スコラ） ISBN 4796202382 撮影：井ノ元浩二